# 栄町立安食小学校
栄町立安食小学校（さかえちょうりつ あじきしょうがっこう）は、千葉県印旛郡栄町安食にある公立小学校。

## 概要
本学区は栄町の中心地区で、古くからある商店や農家が多いが、近年、東京や成田のベッドタウン化している地区も一部にある。

## 沿革
- 1873年（明治6年）2月23日 - 大乗寺を仮校舎として開校。鷲谷学級と称す[1]。
- 1888年（明治21年）5月10日 - 高等小学校認可される。安食尋常高等小学校と改称[1]。
- 1908年（明治41年）4月 - 酒直尋常小学校廃校。安食小学校酒直分教場となる[1]。
- 1927年（昭和2年）7月14日 - 酒直分教場新築落成[1]。
- 1947年（昭和22年）4月10日 - 国民学校を小学校と改称[1]。
- 1949年（昭和24年）4月1日 - 酒直分教場廃止。酒直小学校となる[1]。

## 学区
上町、台下、辺引、鷲町、仲町、下町、松ケ丘、田中及び安食1丁目から安食3丁目までの区域

## 進学
- 栄町立栄中学校